# Georges Sérès (fils)
Georges "Jojo" Sérès (né le 17 janvier 1918 à Paris et mort 25 juin 1983 à Boulogne-Billancourt) est un coureur cycliste français.
Il est le fils de Georges Sérès et le frère d'Arthur Sérès qui sont aussi coureurs cyclistes.

## Biographie

### Débuts
A quatre ans, il roule déjà à vélo derrière son père et son frère aîné Arthur. Dans le jardin de Suresnes, Georges Sérès pére a même aménagé, à l'intention de ses fils, une piste en miniature, de 40 mètres. Il pratique aussi l'athlétisme et le football, d'abord à l'école primaire de Suresnes, puis au club des White Harriers de Suresnes.
A seize ans, il prend une licence à l' U. V. F. Il débute, en 1934, dans le Premier Pas, entre ensuite à la S. S. Suresnes et gagne quelques petites épreuves, dont le Prix des Claies, à Saint-Cyr. En 1935 et 1936, il continue de se perfectionner sous les couleurs du V. C. L., passe ensuite à l'U.V. P. (Union Vélocipédique de Paris) et participe avec des fortunes diverses, à toutes les grandes courses du calendrier des amateurs.
Sa première épreuve officielle sur piste est la « Course de la Médaille » en 1938. Il entre chez Helyett où, sous la direction d'André Trialoux, il participe à diverses courses d'amateurs et d'indépendants. Il remporte un « Prix Hellyett », à Chartres. Tout en s'entraînant, « Jojo » travaille. Il est employé par Oscar Egg, un vieil ami de la famille. Son père le destine à la route, mais pendant la saison d'hiver, pour ne pas rester inactif, il dispute quelques américaines, associé à  Henri Parramon, il enlève plusieurs américaines à la Cipale et au Parc Saint-Maur.
Durant l'hiver 1937-1938, il fait équipe avec son frère Arthur, dispute plusieurs américaines et omniums.

### Carrière sportive
Il est sélectionné pour les Six-Jours de Paris 1939 et, à cette occasion, passe professionnel. Pendant la deuxieme guerre mondiale, Il y une grande pénurie de stayers, car la plupart des coureurs sont  mobilisés. On lui propose  de faire du demi-fond alors qu'il vient de se distinguer dans une course derrière motos commerciales. Il a le matériel de son frère Arthur et un entraîneur tout trouvé en la personne de son père. Après quelques semaines d'apprentissage, en avril 1940, il fait ses premières armes au Vel' d'Hiv' dans un match par équipes : Sérès-Meuleman contre Minardi-Lesueur et Frosio-Canazza et gagne une manche, à l'étonnement général.
En 1943, entrainé par Ernest Pasquier, il termine deuxième du Prix Albert Champion, à 30 mètres du belge August Meuleman, et dans le Prix du Conseil Municipal (50 km), il  se classe encore deuxième, à 10 mètres seulement du suisse Jacques Besson

## Palmarès
- 1947
  - 2e de Bordeaux-Angoulême
- 1950
  - Juin :  Médaillé d'or du championnat de France de demi-fond.
  - Septembre :  Médaillé d'or du championnat de France de demi-fond.
  - Décembre :  Médaillé d'argent du championnat de France de demi-fond.
  -  Médaillé de bronze du Championnat du monde de demi-fond.